# Pautiwa Patera
La Pautiwa Patera è una struttura geologica della superficie di Io.